# اتفاقية الرياض 1965
اتفاقية الرياض 1965 هي اتفاقية حدودية جرى التوقيع عليها بين المملكة العربية السعودية ودولة قطر عام 1965.

## الوصف
الاتفاقية هي اتفاق حدودي أُبرم بين البلدين في 4 ديسمبر 1965، تم من خلاله تحديد الحدود البرية بين قطر والسعودية، بدأً من رأس خليج سلوى، وتكون مدينة سلوى للمملكة العربية السعودية، ويستمر إلى الجنوب ثم الشمال الشرقي لينتهي في البحيرة الشمالية لخور العديد، كما تم الاتفاق على تقسيم خليج سلوى مناصفة.
وقد تفاقمت الخلافات الحدودية بين البلدين، وأدى عام 1992 إلى وقوع مناوشات مسلحة محدودة سقط خلالها عدد من القتلى. حتى تم التوقيع في 21 مارس 2001 اتفاقية ترسيم الحدود بين البلدين بشكل نهائي، والتي بموجبها تم إغلاق ملف خلاف دام نحو 35 عاما. ويبلغ طول الحدود بين البلدين 60 كلم بريًا وبحريًا في منطقة دوحة سلوى.